# Anticorbula sinuosa
Anticorbula sinuosa is een tweekleppigensoort uit de familie van de Corbulidae. De wetenschappelijke naam van de soort is voor het eerst geldig gepubliceerd in 1943 door Morrison.